# Stazione di Ventimiglia

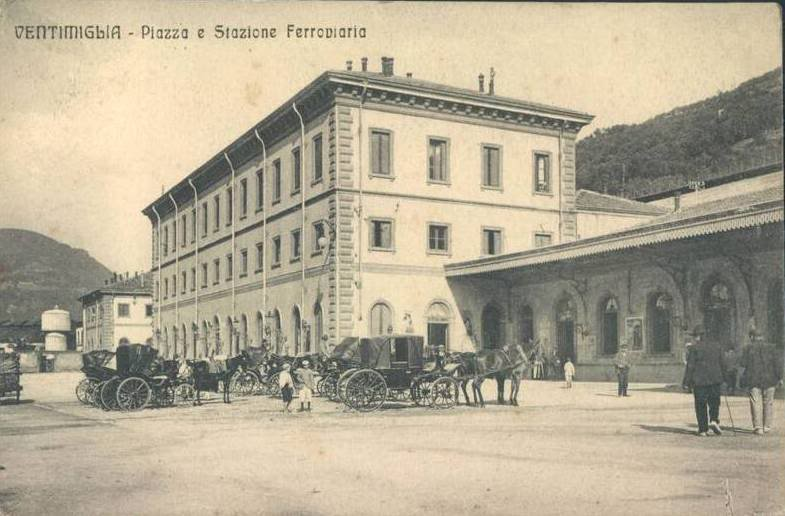
Il vecchio fabbricato viaggiatori

La stazione di Ventimiglia è una stazione internazionale di diramazione a cui fanno capo quattro linee ferroviarie: la Marsiglia-Ventimiglia, a doppio binario, la Ventimiglia-Genova, parzialmente a doppio binario, la Cuneo-Ventimiglia, a semplice binario, e la linea merci a semplice binario che la collega con la stazione di smistamento internazionale Ventimiglia Parco Roja, dal 2017 senza traffico.

## Storia
La stazione fu inaugurata alla fine del 1871 e successivamente dichiarata "internazionale" nel 1882, con l'edificazione di un nuovo fabbricato viaggiatori, dalla caratteristica tettoia in ferro sovrastante i binari, completata nel 1883.
Il 16 maggio 1914 divenne stazione di diramazione, grazie all'attivazione del tronco per Airole della linea del Tenda.
Nel 1929 la tettoia venne demolita e sostituita da pensiline in ferro; contemporaneamente venne costruito il sottopassaggio.
Il fabbricato viaggiatori originario fu in seguito soppiantato dall'edificio opera dell'architetto Roberto Narducci (già progettista di altre stazioni italiane), che rispecchia, come altri edifici pubblici di Ventimiglia (in particolare il municipio e la palestra), le linee tipiche dell'architettura razionalista.
Dal 1901 nella vicina via Cavour cominciarono a transitare le corse della tranvia Ventimiglia-Bordighera, soppressa nel 1936 e sostituita dalla filovia Sanremo-Ventimiglia.

## Strutture e impianti
La stazione è provvista di otto binari passanti, di cui 7 destinati al servizio viaggiatori, muniti di marciapiede e sottopassaggio. Vi sono anche 4 binari secondari destinati al ricovero e alla pulizia delle carrozze in sosta. Esiste inoltre un piccolo fascio merci composto da 4 binari, di cui 2 di circolazione, che permettono il cambio del mezzo di trazione per i convogli provenienti e diretti dalla e verso la Francia. 
Essendo una stazione di frontiera (si trova a circa 9 km dal confine con la Francia), il traffico passeggeri si mantiene su ottimi livelli, in quanto nello scalo avviene l'interscambio tra le ferrovie italiane e quelle francesi: da qui infatti partono treni destinati a diverse zone sia dell'Italia sia della Francia.
La stazione di Ventimiglia costituisce il punto di raccordo tra la linea ferroviaria francese che la collega con Marsiglia, elettrificata in corrente alternata monofase a 25 kV - 50 Hz, e la linea italiana che la collega con Genova, elettrificata in corrente continua a 3 kV. Per evitare le complicazioni dovute all'incompatibilità dei sistemi di trazione, le due amministrazioni ferroviarie hanno concordato di alimentare permanentemente il piazzale di Ventimiglia con il sistema a corrente continua alla tensione di 1,5 kV, adottato su altre linee ferroviarie della Francia, di utilizzare materiale rotabile elettrico SNCF in grado di funzionare sia in corrente alternata a 25 kV - 50 Hz che a 1,5 kV in corrente continua per i treni francesi che prestano servizio a Ventimiglia e di far operare i rotabili elettrici italiani funzionanti a 3 kV corrente continua a tensione e potenza dimezzate all'interno dello scalo.
A circa 1,65 km dalla stazione in direzione della Francia, all'altezza della spiaggia detta "Le Calandre", si trovano i primi pali della linea aerea SNCF e due isolatori di sezione per ciascun binario nel doppio senso. Il primo isolatore delimita la linea a 1,5 kV in corrente continua, il secondo quella a 25 kV in corrente alternata a 50 Hz. I due isolatori sono separati da un tratto neutro, privo di elettrificazione, che i convogli in grado di essere alimentati da entrambe le linee aeree devono percorrere a pantografi abbassati, per inerzia, dopo aver abbassato il pantografo utilizzato sulla tratta da cui provengono e prima di sollevare quello da utilizzare sulla tratta verso cui devono proseguire. Anche il cambio di tensione dai 3 kV della linea italiana agli 1,5 kV impiegati nella stazione viene effettuato passando attraverso un tratto neutro, che si trova nei pressi del ponte sul fiume Nervia e della chiesa di Cristo Re, poco dopo la fermata di Vallecrosia.
La manovra degli enti di stazione (segnali, deviatoi ecc.) è affidato al moderno sistema Apparato Centrale Computerizzato Multistazione. Dall'ufficio movimento (Posto Comando), il regolatore della circolazione telecomanda la stazione di Bordighera (Posto Satellite) sempre attraverso l'apparato ACC-M.

### I problemi dell'alimentazione a 1 500 V

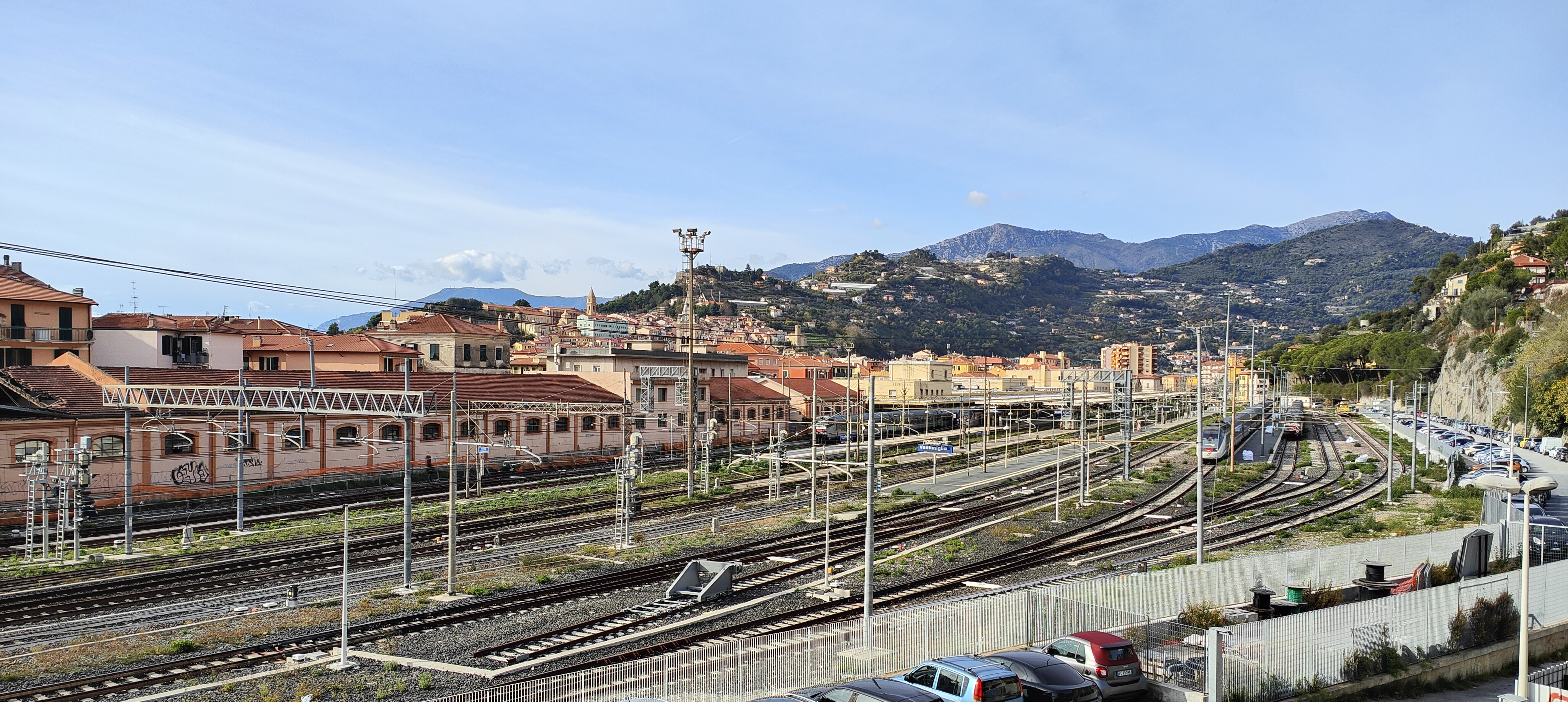
Panorama della stazione con fascio binari visto da via San Secondo, strada che porta al parcheggio

L'alimentazione a 1,5 kV ha iniziato a rappresentare un problema e un limite nel momento in cui sono entrati in servizio i più recenti rotabili italiani utilizzati per i servizi regionali, come gli elettrotreni Pop e Rock, che non possono funzionare con tensioni diverse dai classici 3 kV; ciò ha reso necessario effettuare i treni in servizio presso Ventimiglia con mezzi più datati, i quali,  sotto i 1 500 V, non garantiscono ad esempio il funzionamento dell'impianto elettrico a media tensione, delle prese elettriche per i passeggeri e dell'aria condizionata. 
È stato di conseguenza redatto un progetto per realizzare all'interno della stazione un'area con elettrificazione a 3 kV. I lavori sarebbero dovuti iniziare nel giugno 2023, ma sono stati posticipati. Il costo di questa operazione è stimato essere di 4,5 milioni di euro. A novembre 2024 ed a giugno 2025, è stata modificata la tensione di alimentazione rispettivamente dei binari primo e secondo, adeguandoli allo standard italiano; contestualmente all'attivazione del nuovo sistema TE del binario 2, è stata soppressa la comunicazione tra lo stesso e il binario 1 lato Francia, oltre che al bloccamento dello scambio tra binario 2 e 3 sempre lato Francia, eliminando di fatto la possibilità di ricevere treni provenienti dal confine sui binari 1 e 2, ora alimentati permanentemente a 3000 Vcc 
Al completamento dei lavori (previsti entro fine 2027), tutti i rotabili italiani in servizio in Liguria potranno raggiungere la stazione e funzionare al suo interno a piena potenza, consentendo di effettuare anche i collegamenti regionali da e per Ventimiglia con i treni più moderni (il contratto di servizio stipulato nel 2018 fra la regione Liguria e Trenitalia prevede l'acquisto di 48 nuovi convogli per il servizio regionale).

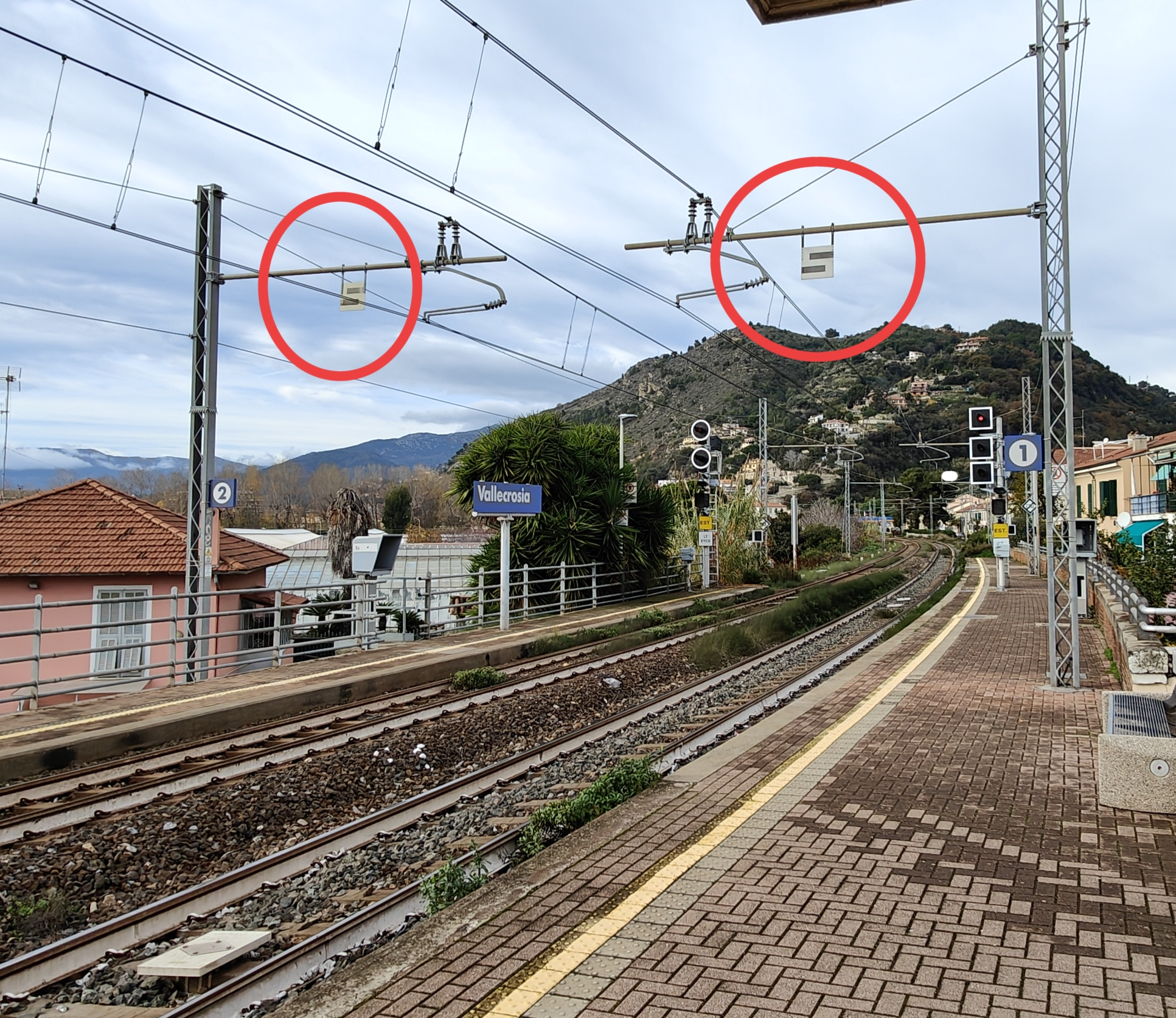
Segnali di "preavviso abbassamento archetti" su mensole, presso Vallecrosia in direzione di Ventimiglia, che presegnalano la presenza del tratto da percorrere a pantografi abbassati
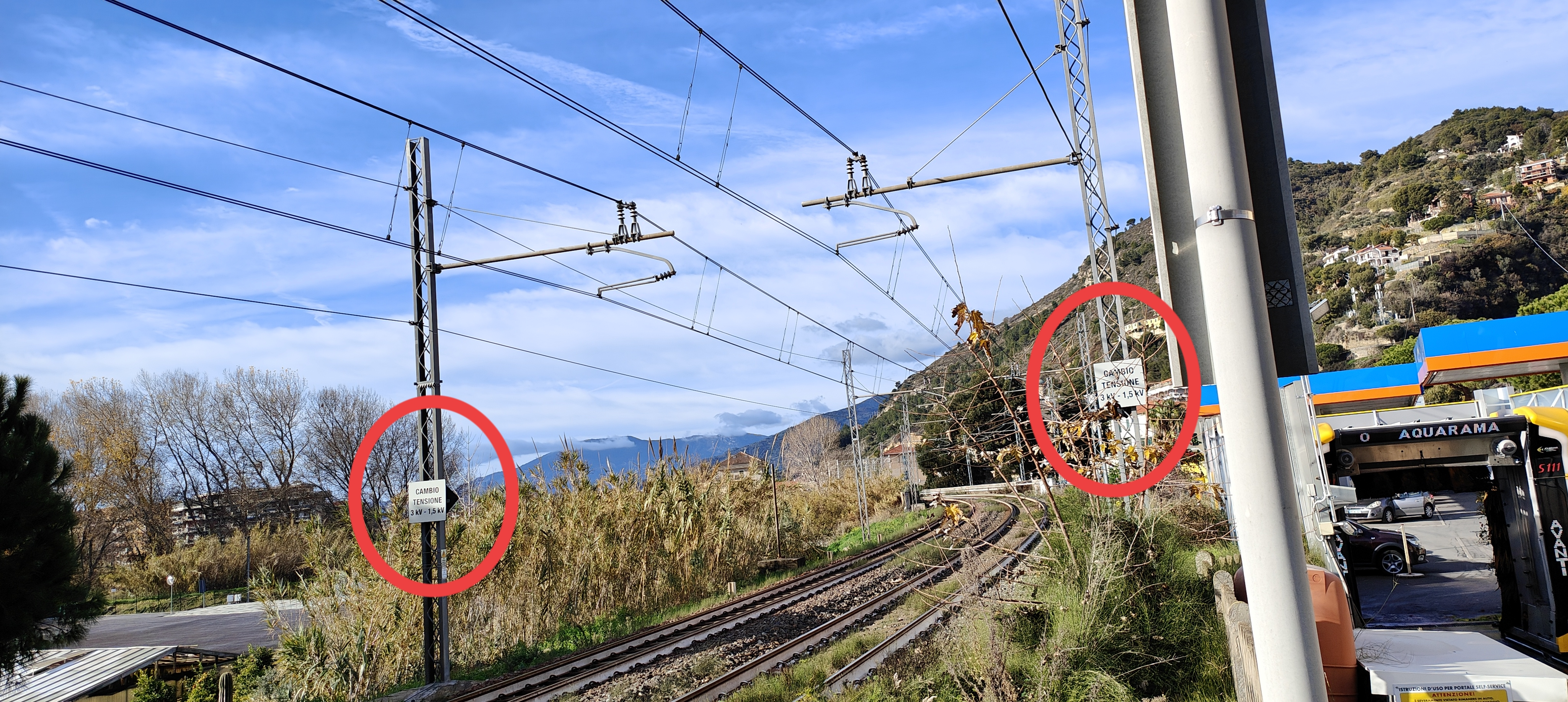
Cartelli di avvertimento a Camporosso, a 290 metri dalla stazione di Vallecrosia ed a circa 1 750 m da quella di Ventimiglia, indicanti la prossimità del tratto neutro per il cambio di tensione da 3 a 1,5 kV
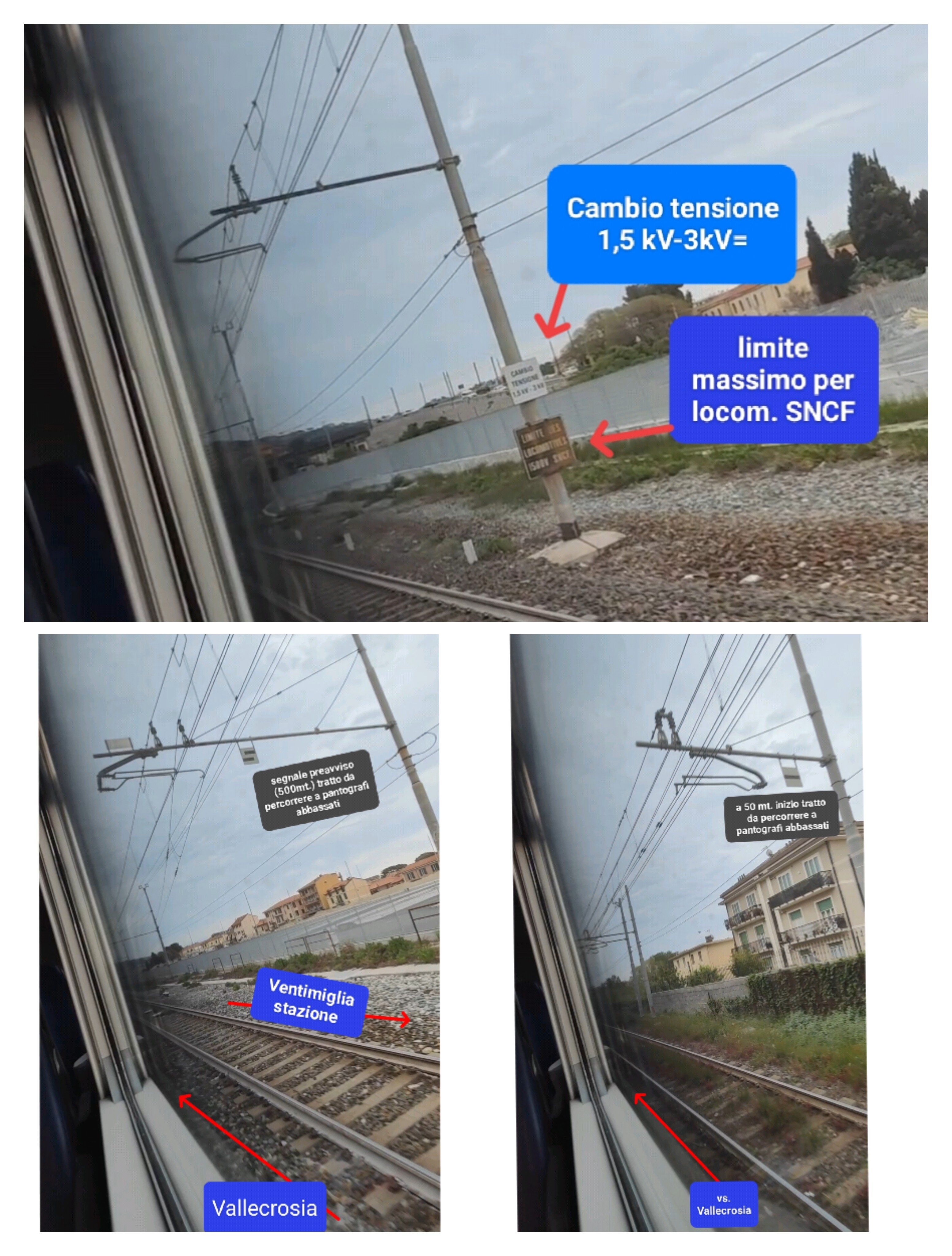
In alto: percorso dalla stazione verso Vallecrosia, con il punto limite per i rotabili SNCF. In basso a sinistra: a 70 metri dal cavalcavia. In basso a destra: tratto subito dopo il portale con l'indicazione del cambio di tensione
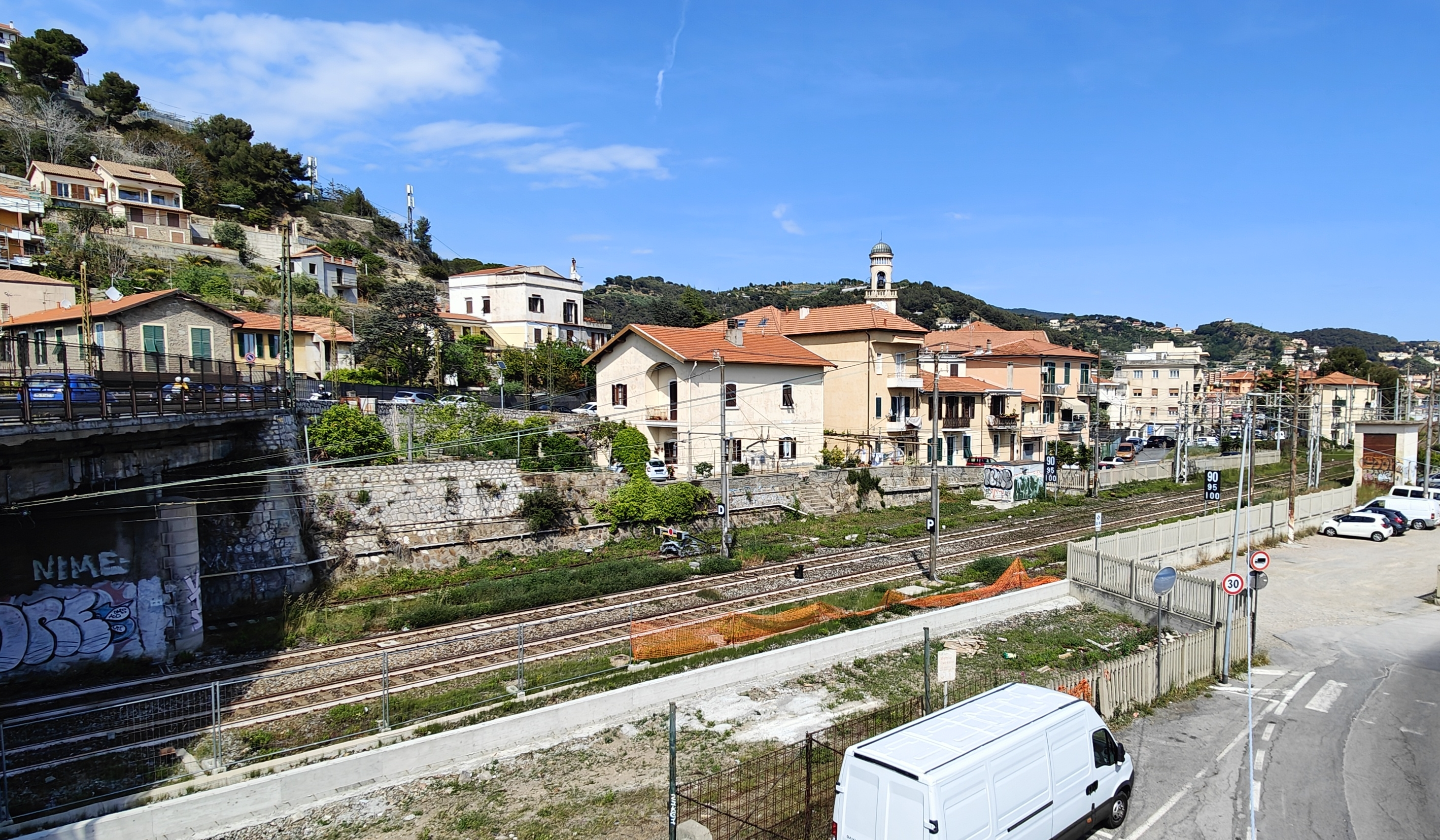
Cavalcavia distante 71 metri dal portale con il cartello di cambio tensione.
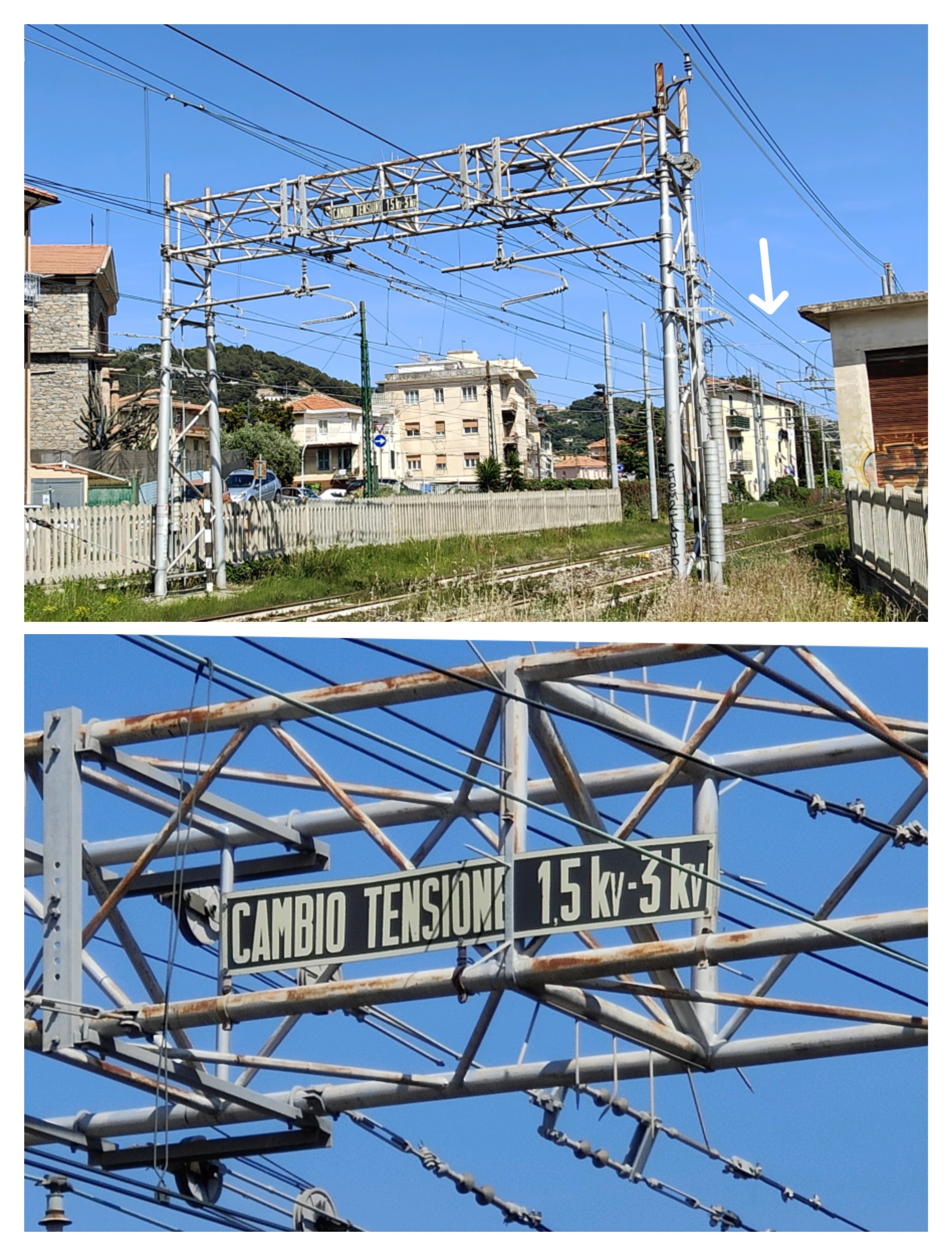
Punto di cambio tensione tra i 3 kV CC e gli 1,5 kV CC, a 605 m da Vallecrosia e 1037 m da Ventimiglia.
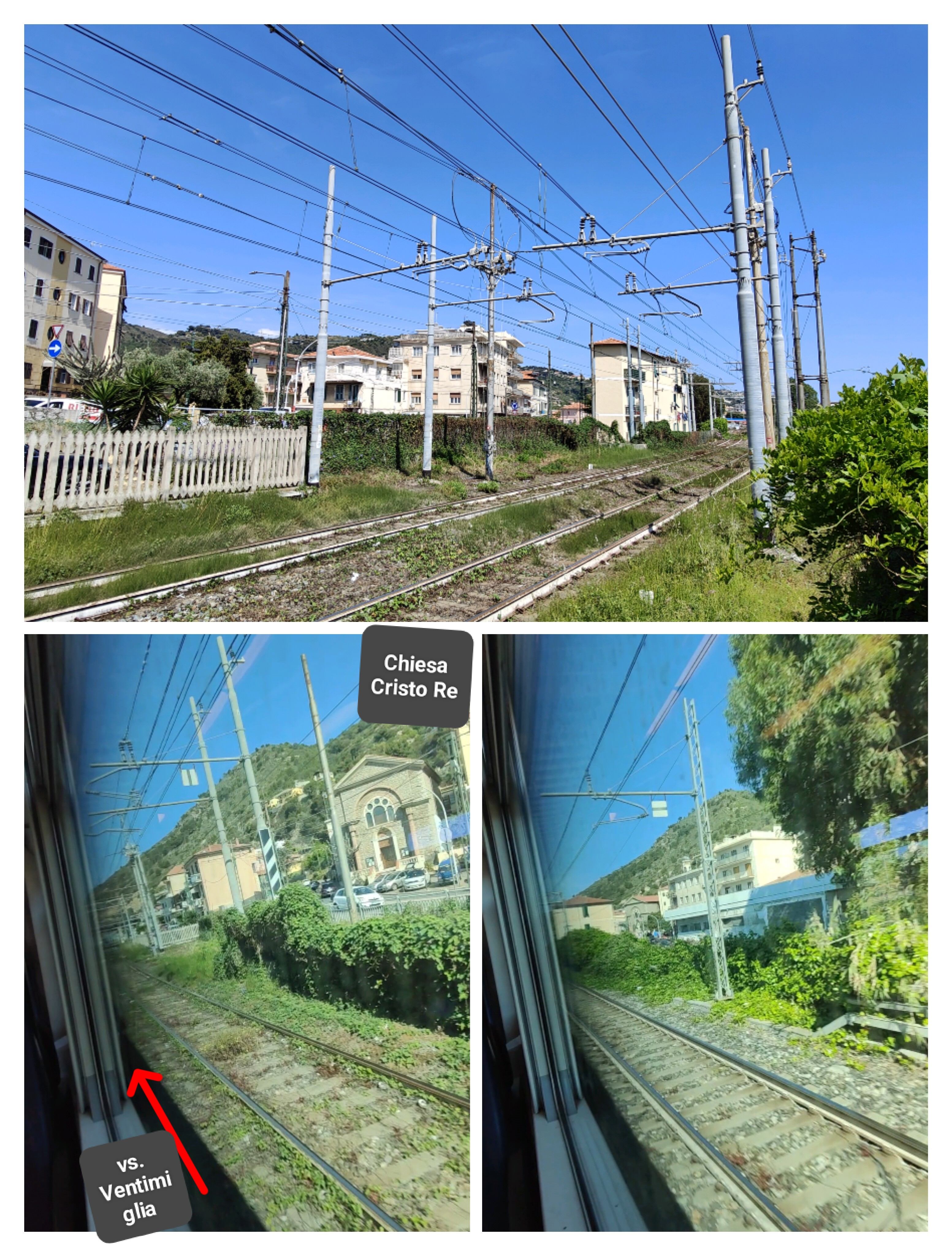
Il settore da/per Ventimiglia che si percorre a pantografi abbassati. In basso a destra, la zona parallela al distributore di carburanti.
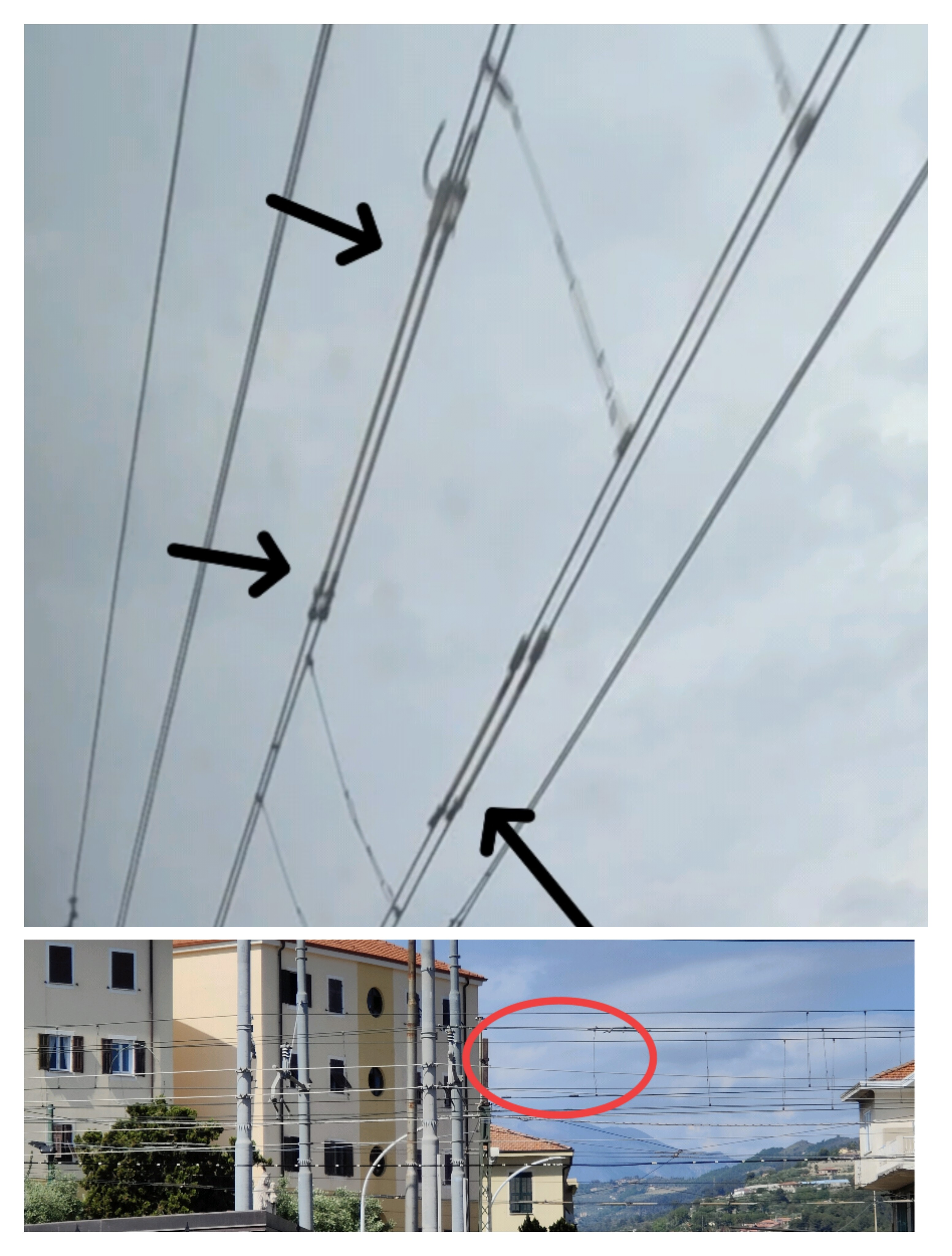
Tratto neutro che separa la linea aerea a 3 kV CC e quella a 1,5 kV CC
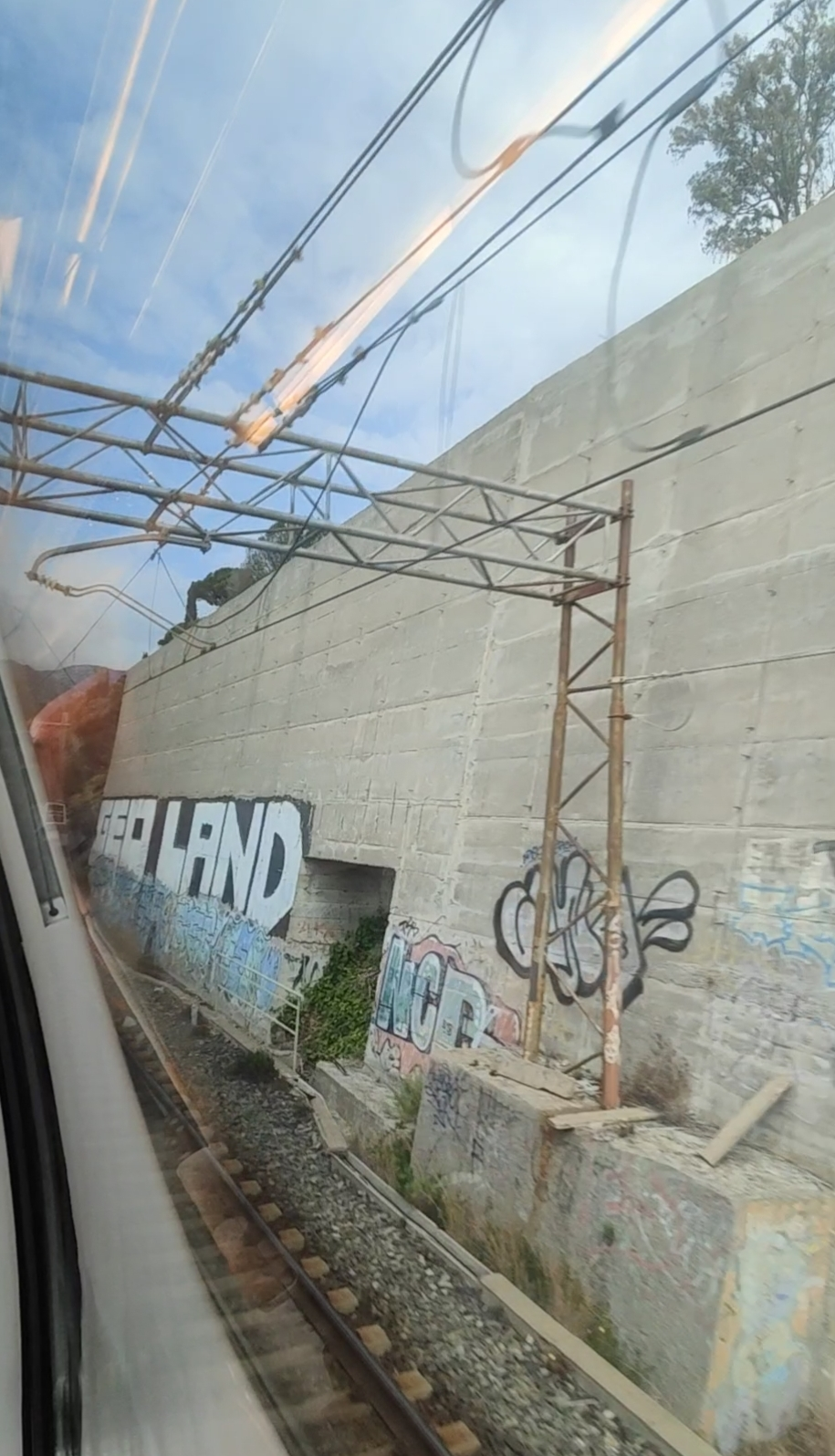
Nella zona della spiaggia Le Calandre si trova l'ultimo palo della linea aerea italiana, in seguito iniziano i pali di tipo francese
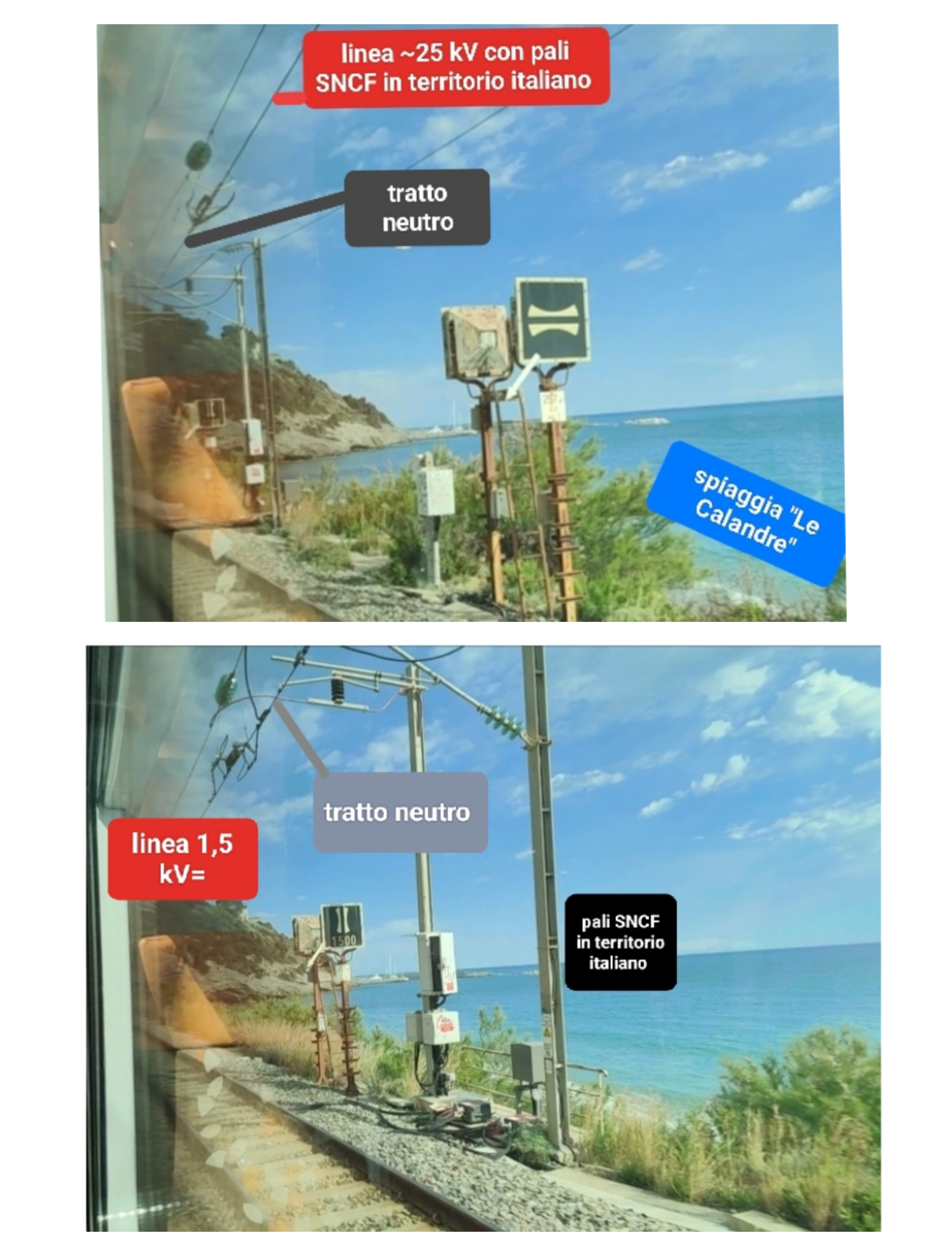
Punto di cambio tensione tra gli 1,5 kV CC ed i 25 kV a 50 Hz (altezza spiaggia Le Calandre)
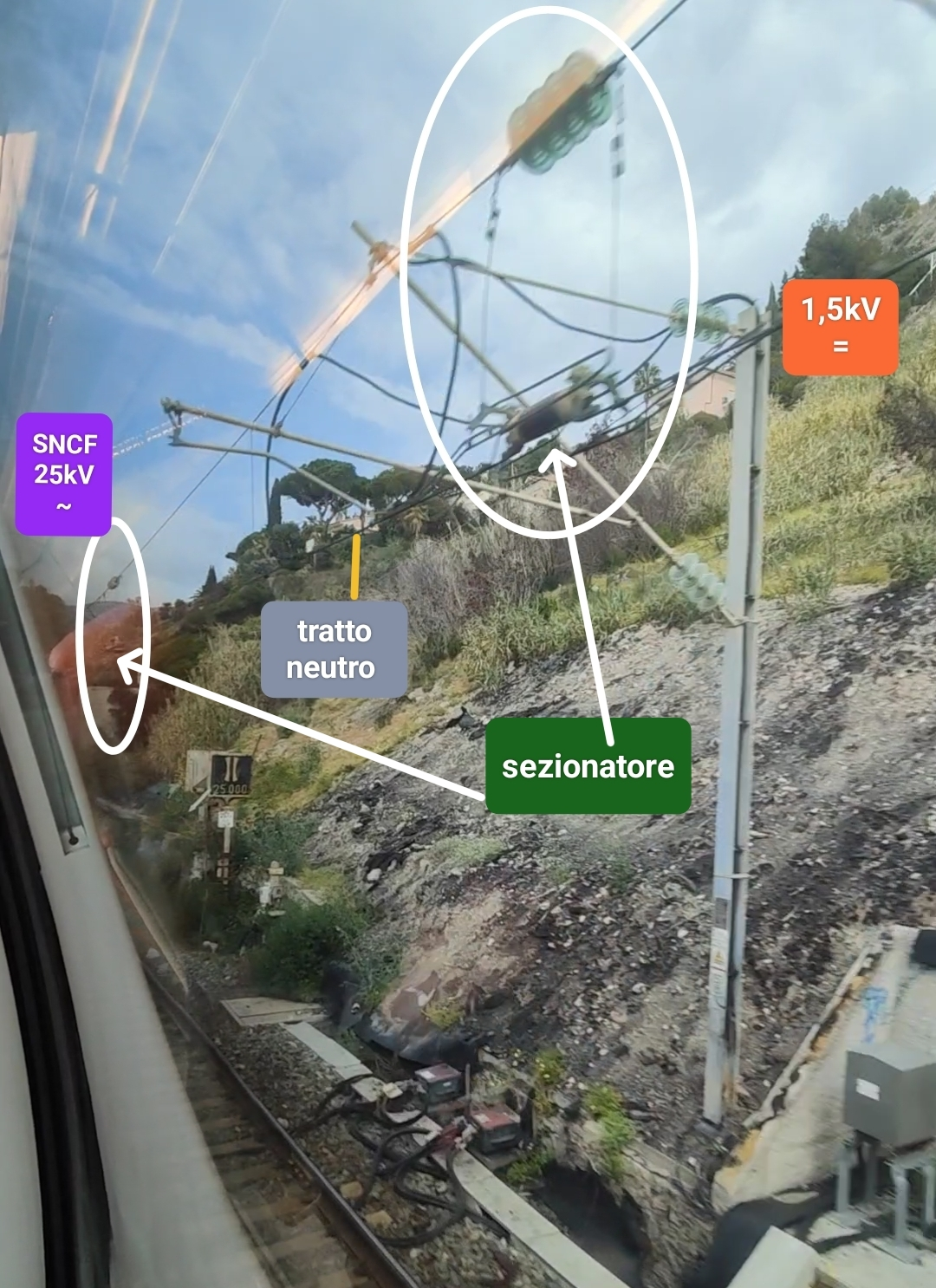
Zona lato monte verso Ménton

## Movimento
La stazione è servita dai collegamenti regionali, regionali veloci e InterCity di Trenitalia; operano inoltre i TER di SNCF.

## Servizi
La stazione, che a fini commerciali RFI classifica nella categoria gold, dispone di:
- Biglietteria a sportello
- Biglietteria automatica
- Sala d'attesa
- Servizi igienici
- Posto di Polizia ferroviaria
- Bar